# 蓮玉庵
蓮玉庵（れんぎょくあん）は、東京都台東区上野二丁目にある江戸時代後期に創業のそば屋。

## 概要
1859年（安政6年）、出身が信州伊那谷の久保田八十八が、現在地とは違う池之端沿いに、そば屋「蓮玉庵」を創業したのが始まり。江戸幕末に、著述家・斉藤月岑（享和4年-明治11年）が、『江戸名所図会』など日常茶飯事を生涯にわたって綴ったものの中に「蓮玉庵」が出てくる。斉藤月岑は当時、江戸神田で名主と著述家の二足のワラジをはいた趣味人で、蕎麦にも薀蓄があった。その番頭格に久保田八十八がいて、茶の湯、俳諧をし、大の蕎麦好きだったため、蕎麦の店を出すことになった、これが蓮玉庵の始まり。
「蓮玉庵」の店名の由来は、風流人だった久保田八十八が店を開く前の夏に、不忍池の蓮の花を見に行って、蓮の大きな葉に朝露がきれいな玉となって朝日に輝いていたのを間近にして、その美しさに感動して「蓮玉庵」という店名が思い浮かんで屋号とした。上野、根津、池之端など、土地柄、創業時から文人・歌人客が多く訪れた。

## 沿革
- 1859年（安政6年） - 信州出身の久保田八十八が現在地に、そば屋「蓮玉庵」として創業。「蓮玉庵」は創業1859年（安政6年）としているが、1925年（大正14年）出版された『食行脚 東京の巻』によれば、創業1862年（文久2年）と記されている。相違しているが、いずれにしても江戸時代後期の創業である。
- 年代不詳 - 久保田八十八は官吏のため、店の切り盛りも思うに任せず、友人の数奇屋町で金物を商っていた澤島佐助に店を譲った。「蓮玉庵」二代目・澤島佐助となる[1]。
- 1869年（明治2年） - 二代目・澤島佐助が50歳で亡くなる。妻やすは店を一手に引き受け、娘ひさ意外、自分の子は里子に出した。
- 年代不詳 - 娘ひさは、宝飾品を商っていた玉宝堂の息子を婿にもらい、三代目・澤島鈴吉が継ぐが、後に、鈴吉は道楽者だったので家から追い出し縁を切った[1]。
- 1878年（明治11年） - 娘ひさと鈴吉の間に忠吉（後の四代目）が生まれる。
- 1890年（明治23年） - 上野公園（現・上野水上動物園）で、第三回勧業博覧会が開催され、飲食店として「蓮玉案」と「蔦屋藪蕎麦」が出店した[1]。
- 1920年（大正9年） - 二代目・澤島やすが89歳で亡くなる。店の切り盛りは、娘のひさと息子の四代目・澤島忠吉、後妻の千代、息子の健太郎（後の五代目）が暖簾を守った[1]。
- 1923年（大正12年） - 店舗を新築、2階建、建坪45坪で、総経費は18,399円と巨額。だが、関東大震災で新築早々の店が焼失した。敷地が借地だったため借地権を失い、新たに借り直し店舗を建築した[1]。
- 1925年（大正14年） - 『食行脚 東京の巻』、奥田謙二郎著、「蓮玉庵」には次のように記されている[2]。

- 1942年（昭和17年） - ひさが91歳で亡くなる。
- 1943年（昭和18年） - 企業整理法により廃業を決意する。五代目・澤島健太郎の妻富の実家である三浦市に疎開した。
- 1949年（昭和24年） - 戦争が終わり、東京に戻り、翌年、店を借り、再び「蓮玉庵」の暖簾を出す[1]。
- 1954年（昭和29年） - 現在の仲町通りに引っ越し、新築し開業。
- 1959年（昭和34年） - 『そば物語』、植原路郎著、「そば・江戸から東京へ」には次のように記されている[3]。

- 1977年（昭和52年） - 『うどんのぬき湯』、堀田勝三著、「移りゆく盛り場 池の端界隈」には次のように記されている[4]。

- 2016年（平成28年） - 現在、六代目・澤島孝夫が「蓮玉庵」の暖簾を受継いでいる。

### 訪れた文人・歌人
- 斉藤茂吉 - 「池之端の 蓮玉庵に吾も入りつ 上野公園に行く道すがら」と短歌に詠んだ
- 森鷗外 - 『雁』に「蓮玉庵」の名が登場する
- 坪内逍遥 - 『当世書生気質』に「蓮玉庵」の名が登場する
- 樋口一葉 - 日記に「蓮玉庵」の名が登場する
- 久保田万太郎 - 「蓮玉庵」の入口外壁に"蓮玉庵のために"「蓮枯れたり かくて てんぷら 蕎麦の味」と刻まれた直筆の石額がる

## 交通アクセス
鉄道
- JR山手線・京浜東北線 - 上野駅より徒歩7分、御徒町より徒歩5分
- 京成本線 - 京成上野駅より徒歩4分
- 都営大江戸線 - 上野御徒町駅より徒歩3分
- 東京メトロ千代田線 - 湯島駅より徒歩4分、東京メトロ銀座線 - 上野駅より徒歩6分、上野広小路駅より徒歩3分

## ギャラリー

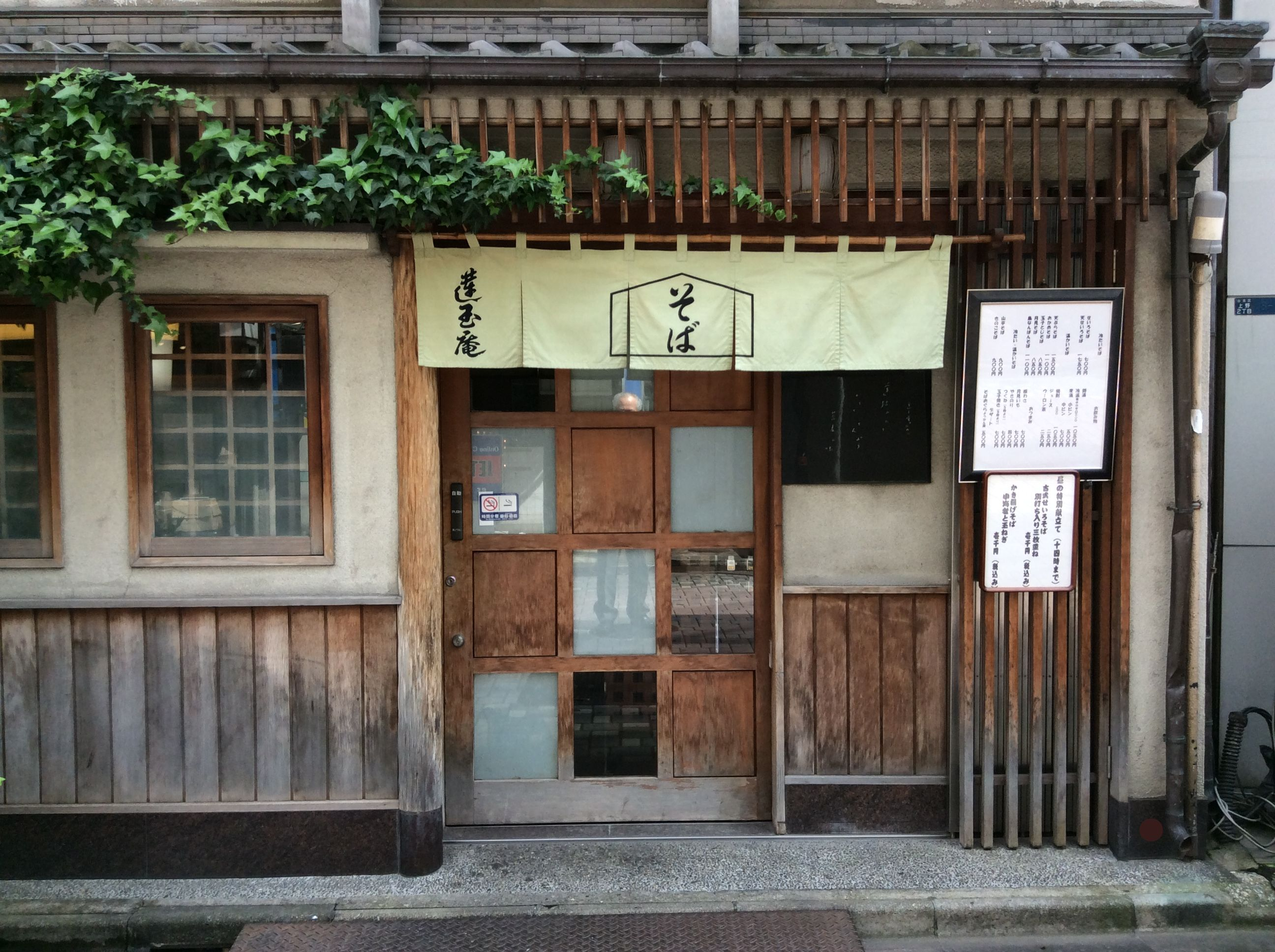
店舗入口回りを見る（2016年4月9日撮影）
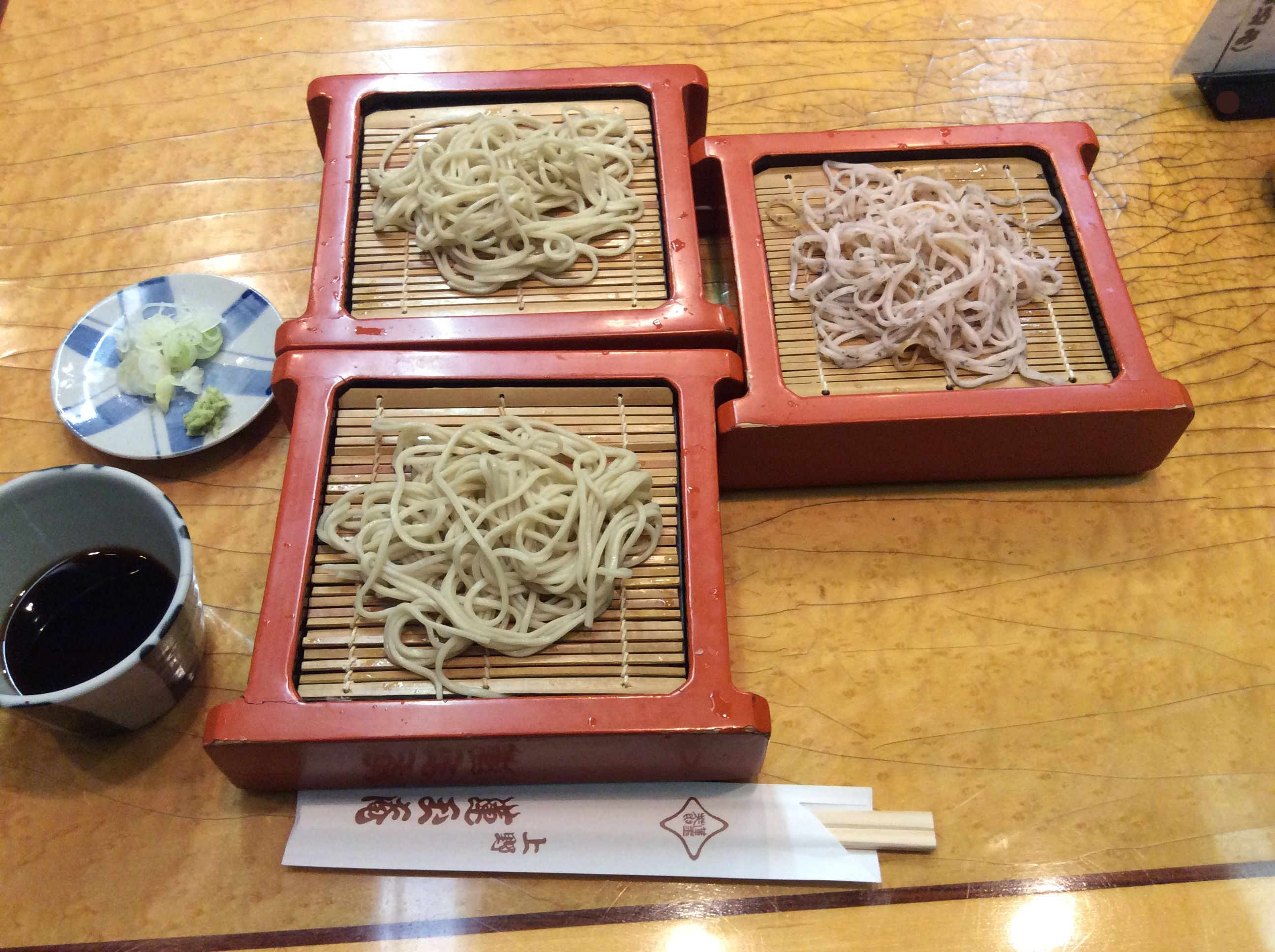
「古式せいろそば  別打ち入り三枚重ね、せいろ、桜切り」（2016年4月9日撮影）

## 近隣施設
- 上野駅
- 京成上野駅
- 御徒町駅
- 上野御徒町駅
- 湯島駅
- 不忍池
- 上野恩賜公園
- 湯島天満宮
- 台東区立黒門小学校
- 鈴本演芸場
- 松坂屋上野店
- アメヤ横丁